# نویه زورشر زایتونگ

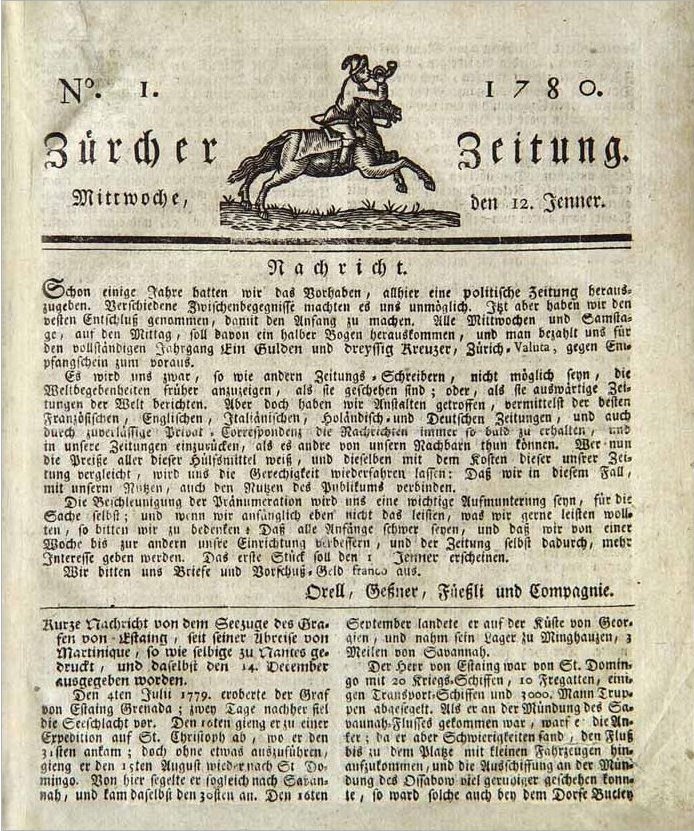
تصویری از اولین شمارهٔ روزنامهٔ نویه زورشر تسایتونگ به تاریخ ۱۲ ژانویهٔ ۱۷۸۰ میلادی

نویه زورشر تسایتونگ یا نویه زوریخه تسایتونگ (به آلمانی: Neue Zürcher Zeitung) (ترجمهٔ فارسی: روزنامهٔ جدید زوریخ) یکی از روزنامه‌های قدیمی و بسیار معتبر در کشور سوئیس است که به زبان آلمانی منتشر می‌شود.
دفتر مرکزی روزنامهٔ نویه زورشر تسایتونگ در شهر زوریخ قرار دارد.